# Acalayong
Acalayong (o Asalayeng ) è una città della Guinea Equatoriale. Si trova nella Provincia Litorale.
Si trova nella parte sud orientale del Rio Muni, la parte continentale del paese. È la principale città di frontiera col Gabon. Vi sono battelli che attraversano il Río Mitémélé, che divide il villaggio da Cocobeach, in Gabon.